# Kanton Bar-le-Duc-Nord
Bar-le-Duc-Nord is een voormalig kanton van het Franse departement Meuse. Het kanton maakte deel uit van het arrondissement Bar-le-Duc. Op 22 maart 2015 werd het kanton opgeheven en Bar-le-Duc werd herverdeeld over twee nieuwe kantons: Bar-le-Duc-1 en -2. Fains-Véel werd ingedeeld bij het kanton Bar-le-Duc-2 en Longeville-en-Barrois bij het kanton Bar-le-Duc-1.

## Gemeenten
Het kanton Bar-le-Duc-Nord omvatte de volgende gemeenten:
- Bar-le-Duc (deels, hoofdplaats)
- Fains-Véel
- Longeville-en-Barrois